# Eszperantó zene
Az eszperantó zene olyan zene, amelyben a dalszöveg eszperantóul van. Az eszperantó művészek nyelvi és a zenei színvonala nagyon változatos. Néhány zenész nem is beszéli a nyelvet, hanem csak hallás alapján tanulja meg a szövegeket. Az eszperantó zene története nem sokkal az első eszperantóul megjelenő könyv után kezdődött. Különféle eszperantó zenedarabok találhatók az interneten pl. musicexpress.com.br-nál. Újabb eszperantó zenéket találhatunk folyamatosan a Spotify-on, a Deezeren és a last.fm-en. Az internetes Kantaro-Vikio pedig olyan wiki, melynek célja az eszperantó és az ahhoz kapcsolódó dalok gyűjtése.

## Zenészek és csapatok
Figyelem: Sok zenész több stílusban is játszik ezért több kategóriába is tartozhatnak.

### Pop és Rock zene
- Akvo
- Amplifiki
- Appelez moi personne
- Dolchamar
- Micke Englund
- JoMo kaj Liberecanoj
- Kadakar
- Kantu kun Anda
- Kore
- La Kuracistoj
- Merlin
- La Mondanoj
- La Perdita Generacio
- Persone
- La Porkoj
- Supernova
- Team'
- TBC (Tótkomlósi Blues Club)
- Martin Wiese

### Progresszív zene
- Rêverie

### Világzene
- Esperanto Desperado
- Mary-Jane Gaspard
- Kim J. Henriksen
- JoMo
- Grupo Ligilo
- Negro Pou la Vi
- La Rolls
- Dennis Rocktamba
- Strika Tango

### Dalszerzők
- Morice Benin
- Mikaelo Bronsxtejn
- Jx. Dan' kaj B. Hor'
- Ekvinokso
- Georgo Handzlik
- Jxomart kaj Natasxa
- Ocxjo (Oleg Cxajka)
- Natalija Kasymova
- Marcxela
- Klára Mikola kaj László Garamvölgyi
- Gianfranco Molle
- Jxak Lepuxil'
- Massimo Manca
- Mihxail Povorin
- Suzana
- Duncan C. Thomson
- Olivier Tzaut
- Johán Valano
- Bertilo Wennergren
- Jacques Yvart

### Punk és metalrock
- Arauxkana
- BaRok'
- Krio de Morto
- la Nigra Flago
- Picxismo
- Kara Junula Nescio

### Sláger
- Ralph Glomp
- Tutmonda muziko
- Attila Schimmer

### Énekkari zene
- Akordo
- Meven (antauxe Bretona Esperanto-Koruso)
- Verda Stelo, de Madrido

### Klasszikus zene
- David Gaines
- Lou Harrison

### Elektronikus zene
- Ken Clinger
- Dikteite
- DJx Kunar
- DJx Njokki
- DJx Nucki
- DJx Rogxer Borgxes
- Inicialoj dc
- Daphne Lawless
- Lunatiko
- Magnus
- Mhz
- La Mevo
- Solotronik
- Andreas Viklund

### Hiphop
- Eterne rima

### Egyéb kategória
Alien - Anjo Amika - Asorti - Torsten Bendias - Blera Brothers - Max Roy Carrouges - John Douglas - Ewe-calyptus - Fantom' - Thierry Faverial - Feri Floro - Inspiro - Ale Kosabela - Kredo - Valerio Mottola - Nikolin' - Radikulo - Jan Stanislaw Skorupski - Vladimir Soroka - Trattbandet

## Énekek
- Cxu vi pretas ? !
- La Espero
- La lingvo por ni
- Liza pentras bildojn
- La Bambo

## Zenés filmek
- Kiam Parizo estis Parizo ecx por ni esperantistoj

## Kiadók
- Vinilkosmo
- LF-koop
- ESP-Disk
- KLEKS
- Espero

## Rendezvények és Események
- EoLA
- KEF
- Arkones
- KAFE
- Vinilkosmo-kompil'
- Kolekto 2000
- Esperanto Subgrunde kompil'
- Elektronika kompilo

## Fordítás
- Ez a szócikk részben vagy egészben  az   Esperanto-muziko című eszperantó Wikipédia-szócikk fordításán alapul.  Az eredeti cikk szerkesztőit annak laptörténete sorolja fel. Ez a jelzés csupán a megfogalmazás eredetét és a szerzői jogokat jelzi, nem szolgál a cikkben szereplő információk forrásmegjelöléseként.